# Karlovy Vary (nádraží)
Karlovy Vary jsou hlavní železniční stanice v krajském městě Karlovy Vary. Nachází se na rozmezí místních částí Rybáře a Bohatice.
Stanice leží na významné dvoukolejné elektrizované celostátní dráze Chomutov–Cheb. Dříve[kdy?] neslo název „Karlovy Vary horní nádraží“ (to se dosud odráží v názvu zastávky MHD) - v protikladu s dolním nádražím.

## Historie
V roce 1945 byla obě velká karlovarská nádraží cílem spojeneckého bombardování. Původní budova byla za 2. světové války zničena při bombardování spojeneckými vojsky. Ještě v roce 1945 započalo budování náhradní (provizorní) budovy za pomoci dobrovolníků. Provizorní budova zůstala po mírných stavebních úpravách do doby kdy započala modernizace v roce 2015.
Dne 19. září 2015 započala demolice staré výpravní haly a modernizace železniční stanice. Na tomto místě vyrostla nová prosklená výpravní hala. S touto stavbou vznikl také nový malý dopravní terminál v přednádraží.

## Popis stanice
Stanice je od roku 2018 zabezpečena staničním zabezpečovacím zařízením 3. kategorie - elektronické stavědlo ESA 44, které nahradilo předchozí stavědlo ESA 11. Stanice má 6 dopravních kolejí a 1 dopravní kolej kusou. Součástí stanice je i někdejší odbočka Sedlec.

## Přeprava
Ve stanici zastavují všechny vlaky osobní přepravy kategorie osobní vlak (Os), spěšné vlaky (Sp) a rychlíky (R). Dálková doprava je zajištěna rychlíkovou linkou R15 Praha - Ústí nad Labem - Karlovy Vary - Cheb. Od září 2020 zavedly České dráhy do Karlových Varů pravidelně jeden spoj vlaků SuperCity (SC) Pendolino. Ve vlacích veřejné dopravy platí přepravní a tarifní podmínky integrovaného dopravního systému IDOK.
Ve staniční budově se nachází mezinárodní a vnitrostátní osobní pokladna Českých drah a čekárna pro cestující. Ve stanici je úschovna zavazadel a jízdních kol i půjčovna kol ČD Bike.

## Přístupnost

### Bezbariérovost
Přístup do budovy stanice je bezbariérový včetně bezbariérově přístupné označené pokladní přepážky. Bezbariérový přístup je umožněn na všechna nástupiště. Stanice je vybavena mobilní zvedací plošinou k nakládání a vykládání cestujících na vozíku.

### Zrakově či sluchově postižení cestující
Stanice je vybavena pro zrakově postižené (akustické majáčky, štítek na zábradlí, vodící linie, informační panely s hlasovým výstupem) či pro sluchově postižené cestující(elektronický informační systém).

## Návazná doprava
Před staniční budovou se nachází veřejné parkoviště, terminál veřejné autobusové a městské hromadné dopravy „Horní nádraží“ .

## Galerie

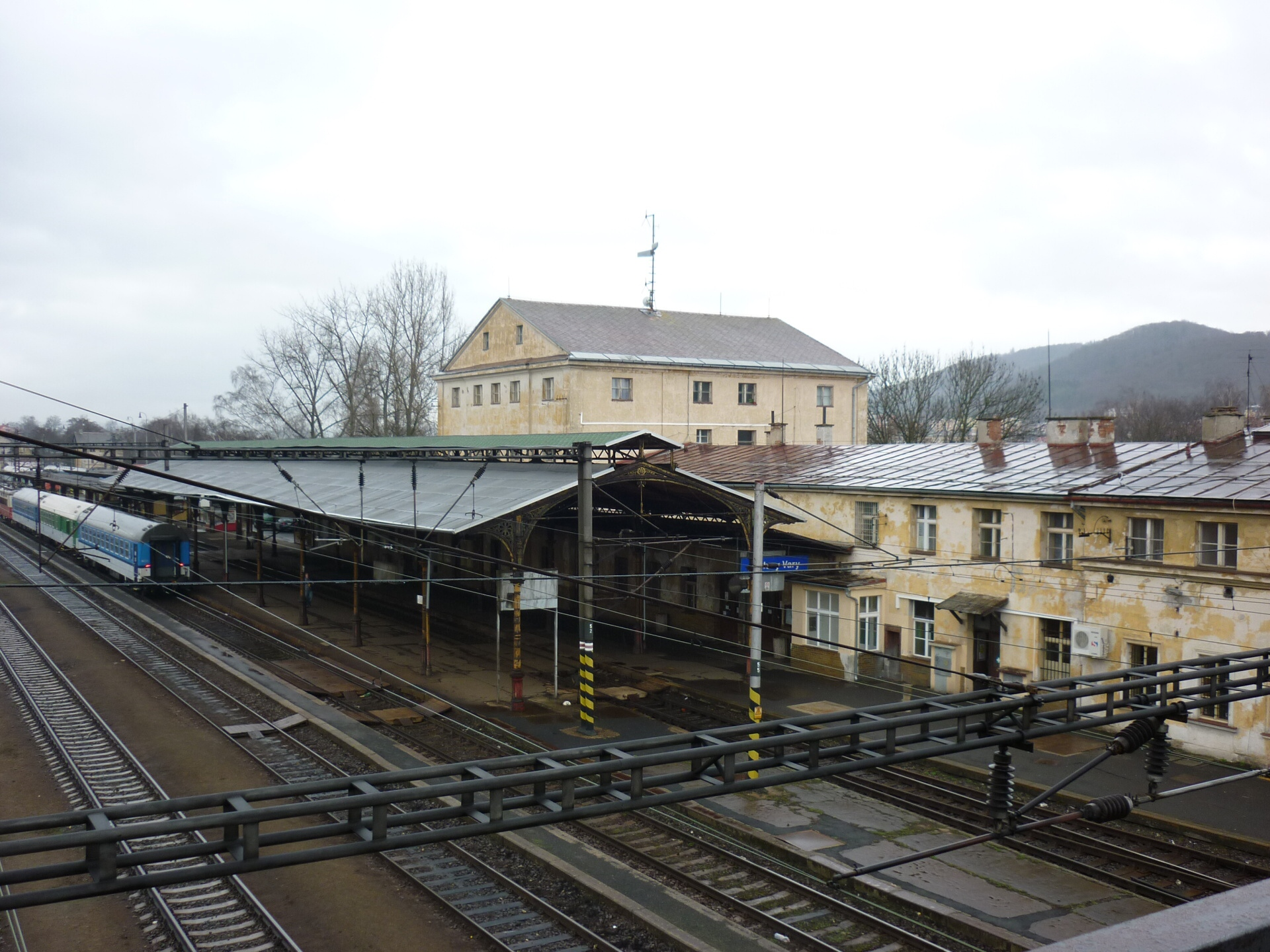
Staniční budova před rekonstrukcí
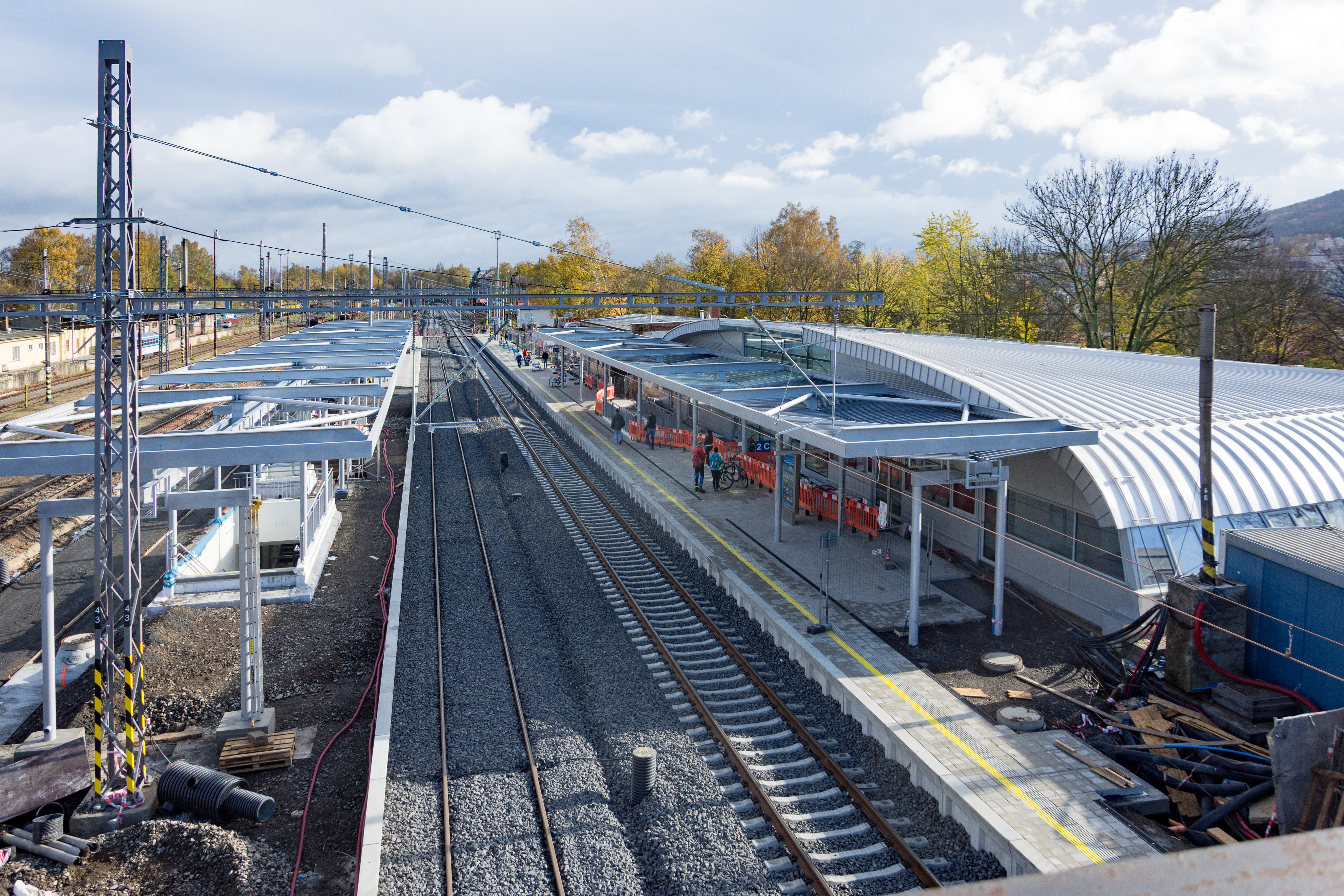
Probíhající rekonstrukce nástupišť, podzim 2017
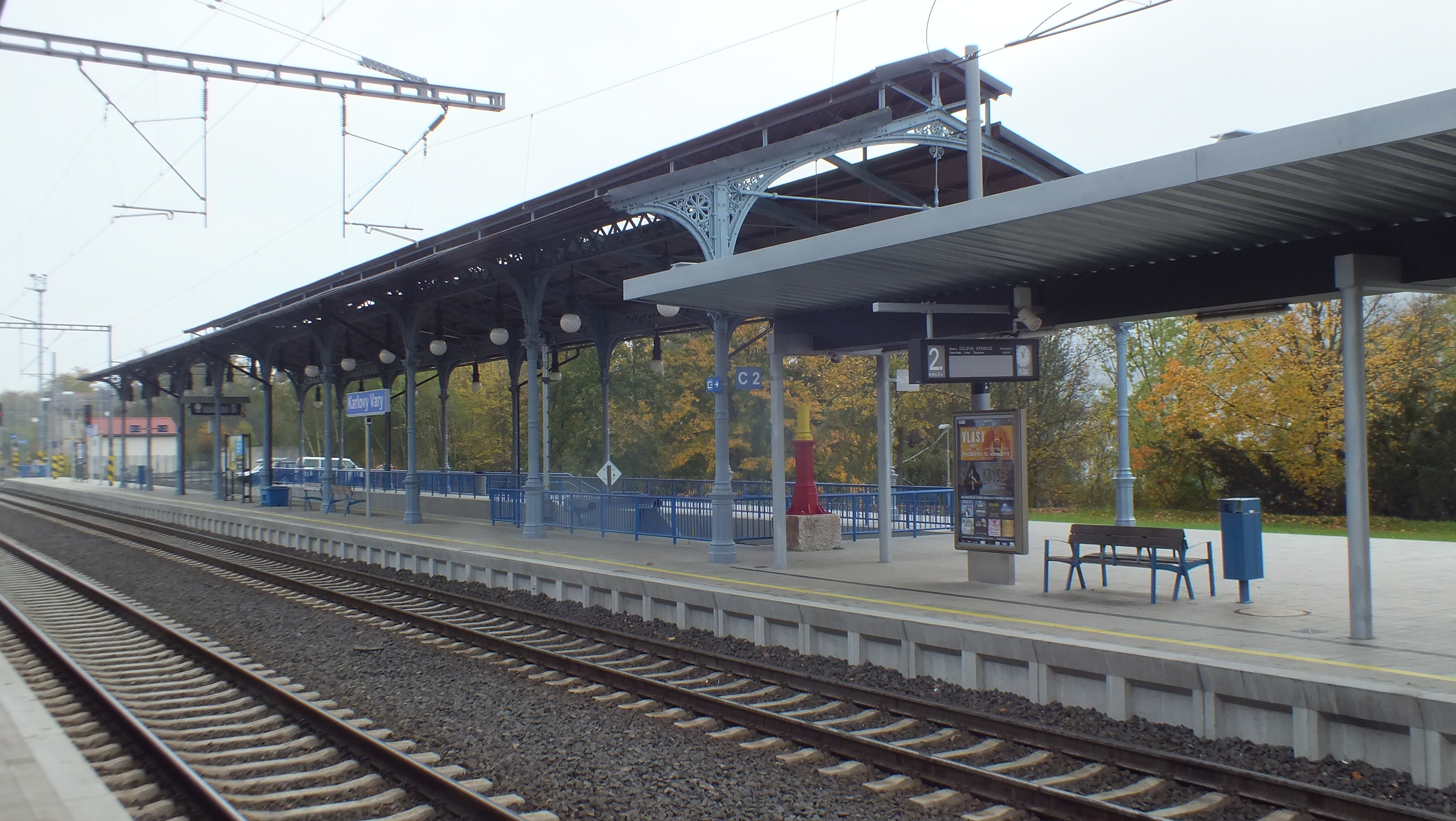
Památkově chráněný přístřešek
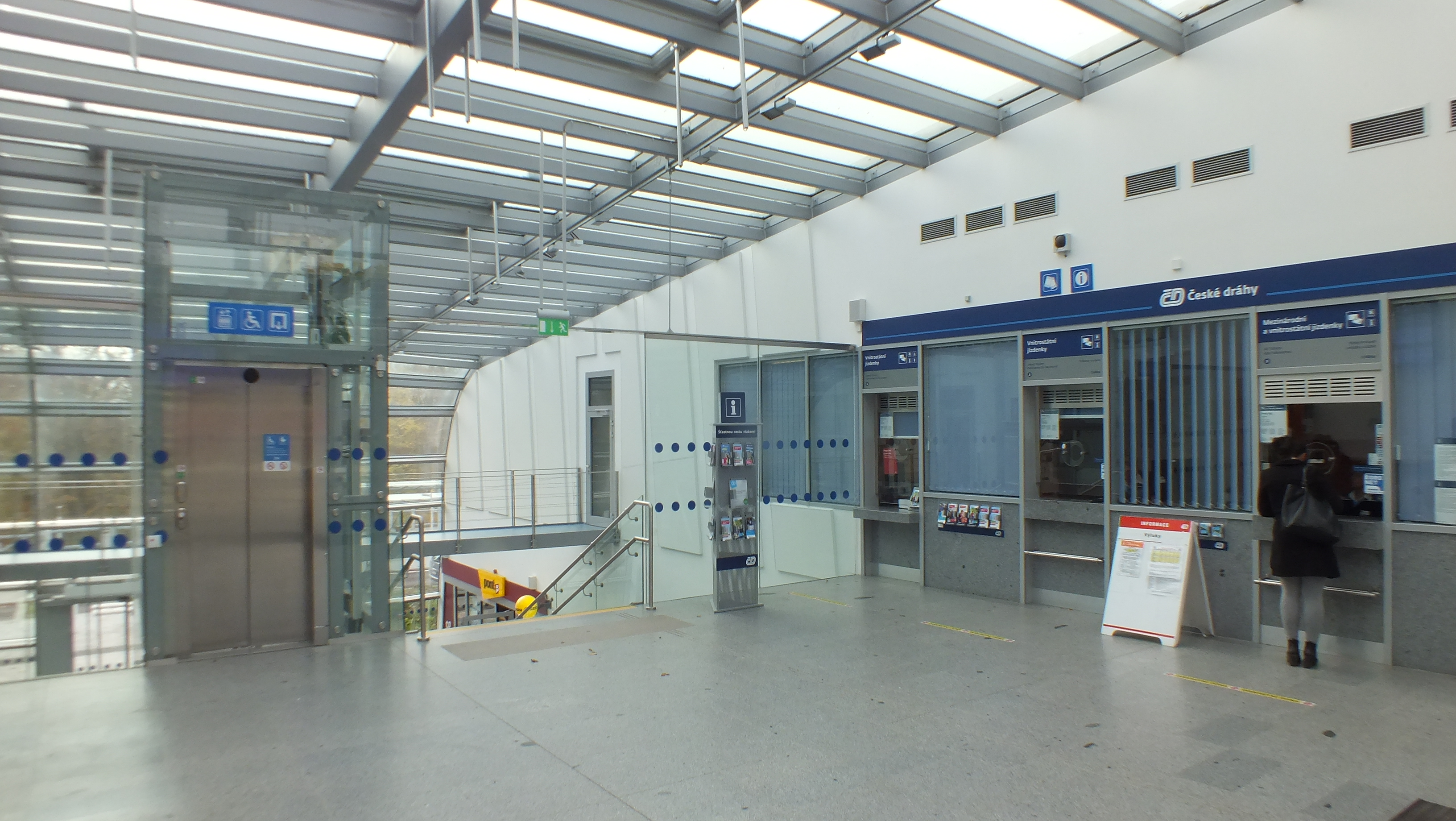
Staniční pokladny
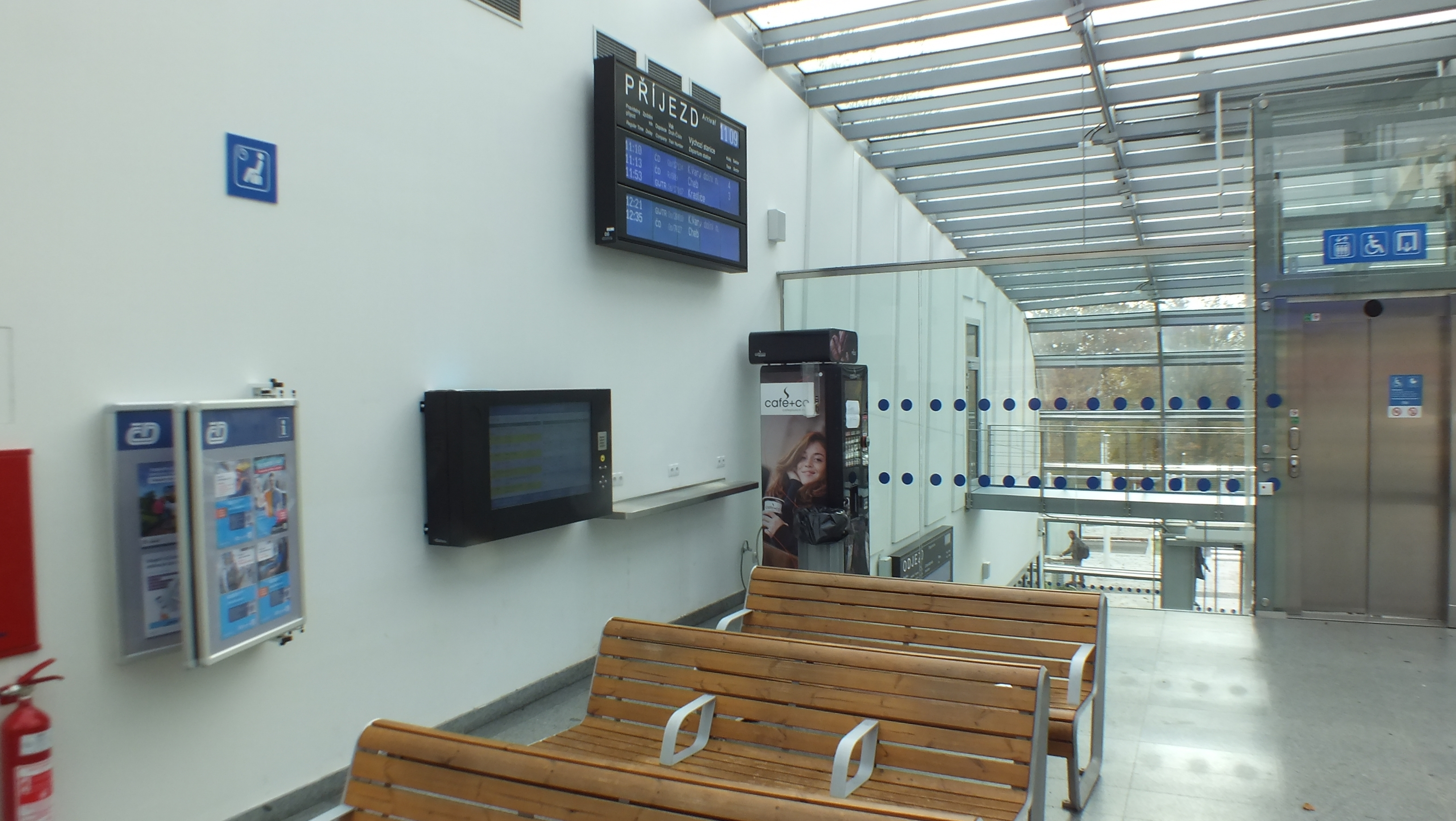
Čekárna
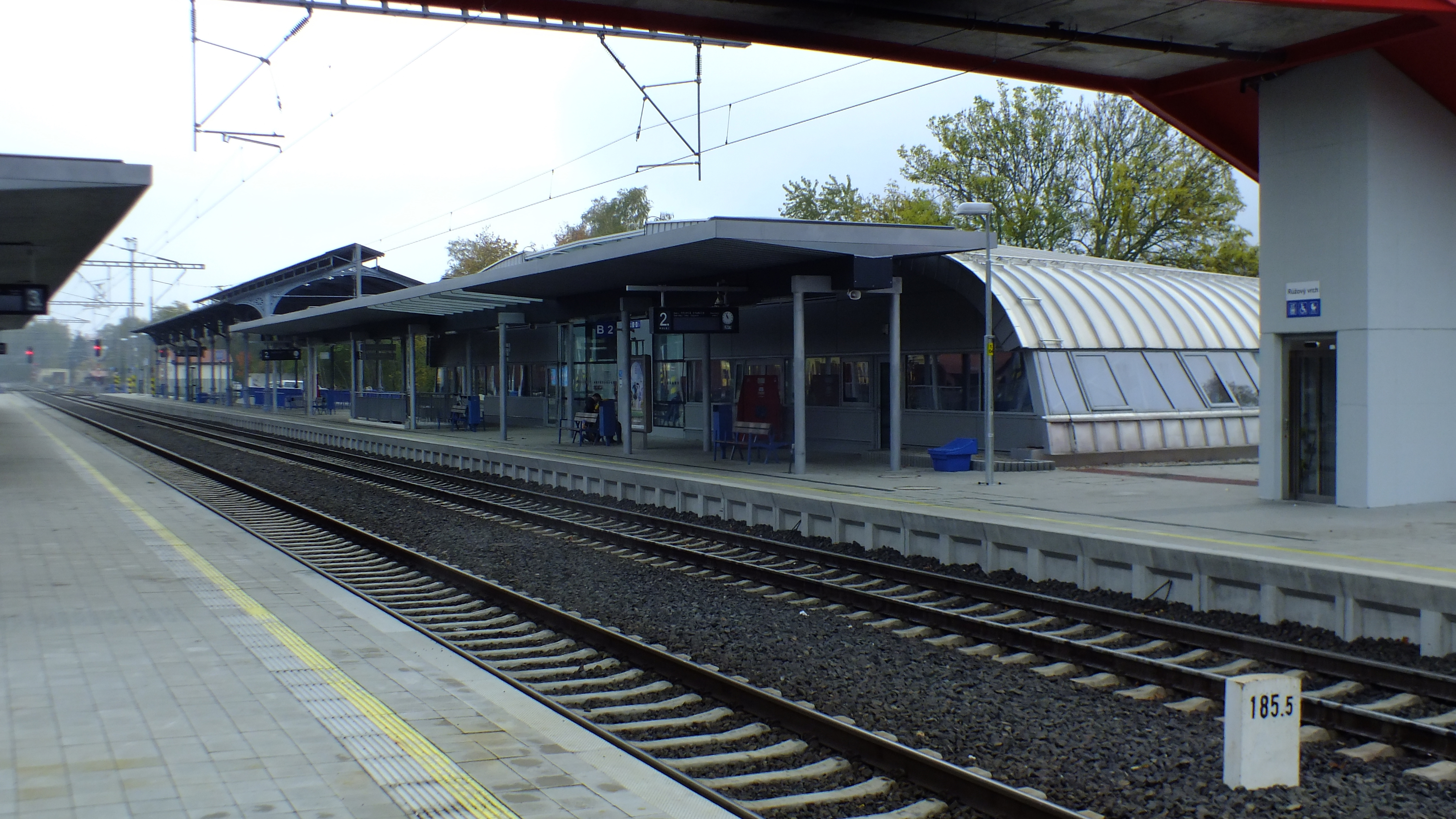
Staniční budova z kolejiště